# George Darouze
 (février 2025).
La mise en forme du texte ne suit pas les recommandations de Wikipédia : il faut le « wikifier ».
Les points d'amélioration suivants sont les cas les plus fréquents. Le détail des points à revoir est peut-être précisé sur la page de discussion.
- Les titres sont pré-formatés par le logiciel. Ils ne sont ni en capitales, ni en gras.
- Le texte ne doit pas être écrit en capitales (les noms de famille non plus), ni en gras, ni en italique, ni en « petit »…
- Le gras n'est utilisé que pour surligner le titre de l'article dans l'introduction, une seule fois.
- L'italique est rarement utilisé : mots en langue étrangère, titres d'œuvres, noms de bateaux, etc.
- Les citations ne sont pas en italique mais en corps de texte normal. Elles sont entourées par des guillemets français : « et ».
- Les listes à puces sont à éviter, des paragraphes rédigés étant largement préférés. Les tableaux sont à réserver à la présentation de données structurées (résultats, etc.).
- Les appels de note de bas de page (petits chiffres en exposant, introduits par l'outil «  Source ») sont à placer entre la fin de phrase et le point final[comme ça].
- Les liens internes (vers d'autres articles de Wikipédia) sont à choisir avec parcimonie. Créez des liens vers des articles approfondissant le sujet. Les termes génériques sans rapport avec le sujet sont à éviter, ainsi que les répétitions de liens vers un même terme.
- Les liens externes sont à placer uniquement dans une section « Liens externes », à la fin de l'article. Ces liens sont à choisir avec parcimonie suivant les règles définies. Si un lien sert de source à l'article, son insertion dans le texte est à faire par les notes de bas de page.
- La présentation des références doit suivre les conventions bibliographiques. Il est recommandé d'utiliser les modèles {{Ouvrage}}, {{Chapitre}}, {{Article}}, {{Lien web}} et/ou {{Bibliographie}}. Le mode d'édition visuel peut mettre en forme automatiquement les références.
- Insérer une infobox (cadre d'informations à droite) n'est pas obligatoire pour parachever la mise en page.

Pour une aide détaillée, merci de consulter Aide:Wikification.
Si vous pensez que ces points ont été résolus, vous pouvez retirer ce bandeau et améliorer la mise en forme d'un autre article.
George Darouze (né en novembre 1964) est présentement le conseiller municipal d'Ottawa pour le quartier Osgoode à Ottawa . Il a été élu pour la première fois lors des élections municipales d’Ottawa qui se sont déroulé en 2014 .
Darouze a immigré du Liban en 1990 et a emménagé dans la communauté de Greely, en Ontario, dans le canton d'Osgoode, qui plus tard, sera fusionné à la capital, Ottawa, en 2001.
Darouze est un diplômé de l'Académie libanaise des beaux-arts avec son diplôme en Télécommunications. Après avoir immigré au Canada, il a occupé plusieurs petits emplois, comme commis de salle, jusqu'à boulanger, plongeur et employé de restauration rapide. Tout ceci, avant d'acheter sa pizzeria. Plus tard, il est devenu un représentant des ventes pour un concessionnaire de Bell Mobility, ce qui l'a amené à occuper plusieurs postes de direction pour diverses entreprises de télécommunications. Il parle 3 langues ; l'anglais, le français et l'arabe. Il est également l'ancien président du Ottawa-Carleton Snowmobile Trail Club.
Darouze est un supporteur du député conservateur Pierre Poilievre, ainsi que l'ancien conseiller du quartier d'Osgoode, Doug Thompson.
Darouze, en compagnie de Laura Dudas et de Matthew Luloff, a été nommé maire adjoint de la ville d'Ottawa en décembre 2018.
En 2020, Darouze a été surpris en train d'envoyer des textos au volant alors qu'il diffusait en direct une réunion virtuelle du comité d'audit de la ville. Darouze a indiqué qu'il avait agi ainsi « par inadvertance ». Il s'est depuis excusé.
En 2022, Darouze a été réélu comme le représentant du quartier 20 d'Osgoode. Il a remporté l'élection municipale avec une marge d'environ 200 voix, ceci lui obtenant son troisième mandat au conseil municipal de la capital.
Le 9 novembre 2024, Darouze a annoncé qu'il se présentait au nom du Parti progressiste-conservateur de l'Ontario pour représenter la circonscription de Carleton en vue des prochaines élections générales de l'Ontario. Le 8 décembre 2024, le Parti progressiste-conservateur de l’Ontario a confirmé cette annonce, que Darouze était leur candidat pour la circonscription de Carleton. Il a remporté la course de nomination avec 96 % des voix, battant son adversaire Jennifer Jennekens, un administratrice du conseil scolaire du district d'Ottawa-Carleton ainsi que l'ancienne candidate conservatrice de 2021 représentant la circonscription Ottawa Ouest—Nepean.

## Mandat du Conseil 2022-2026
Darouze a dénoncé à plusieurs reprises la taxe sur les logements vacants à Ottawa, notamment en essayant d'abroger la taxe sur les logements vacants en août 2023, et en proposant des amendements qui exempteraient certaines propriétés rurales, tout en offrant des possibilités d'exemptions supplémentaires spécifiques à l'enjeux de certains cas.
Darouze a fait pression pour que davantage d'améliorations soient apportées à l'économie rurale à Ottawa. Nottamment, en proposant une motion visant à inclure le secteur rural et agricole dans les priorités stratégiques de la stratégie de développement économique ainsi que du plan d'action de la ville.
Darouze s'est exprimé  et a voté contre le report des travaux liés à l'élargissement de la promenade de l'Aéroport, citant le fait que cette autoroute est l'une des premières impressions que les visiteurs de la ville d'Ottawa auront à leur arrivée à l'aéroport d'Ottawa, dans le sud de la ville.
En octobre 2024, Darouze a donné pour instruction au personnel de la ville de procéder à un examen complet des villages ruraux en 2025 et de fournir des recommandations sur les opportunités de croissance dans les villages de petite et moyenne taille, afin d'éviter la stagnation du développement du logement et des services.

## Comités
Depuis février 2023, Darouze siège a divers comités et conseils d'administration mentionné ci-dessous:
- Comité des transports [14],[15]
- Commission de l'agriculture et des affaires rurales (Président) [16]
- Comité des finances et des services généraux [17]
- Comité de planification et de logement (membre d'office) [18]
- Office de protection de la nature de la Nation Sud [19]

## Bénévolat et récompenses
Darouze a fait du bénévolat pour de nombreux endroits. Notamment le Carnaval d'hiver de Greely, pour le défilés du Père Noël du village d'Osgoode et de Metcalfe, pour le Salon des arts et de l'artisanat de Vernon et finalement pour la Fondation régionale du cancer d'Ottawa.
C'est nombreux poste de bénévole lui a accordé en 2011 la nomination de Bénévole de l'année par la Fédération des clubs de motoneige de l'Ontario. Le travail bénévole considérable de Darouze a également été reconnu en 2011 lorsqu'il a reçu le prix Osgoode Ward Community Volunteer Award ainsi qu'en 2012 lorsqu'il est devenu l'heureux gagnant de la médaille du jubilé de diamant de la reine.

## Enquête et poursuite du commissaire à l'intégrité
Selon les journaux CBC News, le conseillé Darouze « a tenté de mettre sous silence une femme qui l'avait sévèrement critiqué sur les réseaux sociaux (Facebook) lors des élections municipales de l'automne dernier [2018] en écrivant au patron de son mari, qui était le chef de la police, selon un rapport du particulièrement cinglant du commissaire à l'intégrité de la ville d'Ottawa. » 
La plainte ci-dessus a été déposé et reçue le 12 mars 2019.
Le commissaire responsable de l'investigation a fait la déclaration suivante; « selon la prépondérance des probabilités, je trouve que la motivation principale du conseiller était d'intimider les plaignants dans l'espoir que la plaignante cesse ses commentaires critiques sur les réseaux sociaux (Facebook) à son égard ». Le commissaire a ajouté également que la lettre avait été écrite « principalement pour faire taire la plaignante ainsi que de causer du tort au plaignant sur son lieu de travail ».
Darouze a été sévèrement critiqué en ligne concernant ce sujet,.
L'affaire est réglée (en août 2022), la plaignante ainsi que son mari avaient déposé une plainte contre Darouze pour dommages présumés, mais ils ont finalement abandonné la poursuite. À la suite du rapport du commissaire responsable de l'investigation, Darouze avait envoyé un courriel au couple afin de lui dire qu'il était « vraiment désolé » qu'ils aient « perçu » ses actions comme du harcèlement.
Le 24 février 2021 reconnu comme étant la Journée de lutte contre l'intimidation, Darouze a publié sur sa page Facebook « soyons tous attentifs à lutter contre l'intimidation aujourd'hui et tous les jours, toute l'année ! »  Ramenant ainsi. la controverse.

### D'après les nouvelles
- Le 31 août 2016, Darouze s'est prononcé contre l'interdiction de fumer le narguilé à l'intérieur, déclarant : « J'en ai assez d'être l'État providence et de voir le gouvernement nous dire comment faire nos affaires. Je trouve que dans notre ville, nous allons d'un extrême à l'autre. » [28]
- Le 18 mai 2017, une motion visant à retarder de deux heures la construction prévue samedi matin a échoué jeudi devant le comité des services communautaires et de protection. Darouze était parmi les quatre conseillers qui s'opposaient à la motion, qui faisait partie d'une révision plus vaste du règlement sur le bruit[29].
- Le 20 mars 2018, CBC News a publié une analyse des dépenses d’accueil des conseillers municipaux au cours des trois dernières années. L'analyse a révélé une égalité à quatre parmi les conseillers qui ont facturé leurs déjeuners d'affaires. Darouze était parmi les quatre qui ont dépensé 60 déjeuners au cours du mandat du conseil. Après Tim Tierney et Rick Chiarelli, Darouze se classe troisième en termes de dépenses globales[30],[31],[32].
- À la suite d'une fusillade au marché By en janvier 2019 par un homme connu de la police, Darouze a indiqué qu'il ne soutiendrait pas une interdiction des armes de poing, déclarant : « Vous pouvez interdire les armes autant que vous voulez. Ils vont simplement aux États-Unis, les achètent dans un magasin du coin et les font passer en contrebande ici. « Nous devons avoir des lois plus sévères pour que si un criminel met la main sur une arme et se fait prendre, il aille en prison pour très, très longtemps. » [33]
- En décembre 2019, Darouze était parmi les trois des quatre conseillers votant au sein de la commission des affaires rurales et agricoles pour approuver un entrepôt à North Gower. La réunion avait réuni environ 30 résidents locaux opposés à l'entrepôt[34].
- Le 27 mai 2020, le conseil a voté sur une motion de Mathieu Fleury visant à élargir un programme qui fournit aux personnes dépendantes aux opioïdes un approvisionnement sûr en drogues. Fleury a indiqué que cette mesure pourrait entraîner une augmentation de la petite délinquance depuis l'arrivée de la pandémie. Georges Darouze était parmi les trois conseillers qui ont voté contre[35].
- Le 22 septembre 2021, le conseil a voté sur une motion de Jeff Leiper pour permettre la discussion de sa motion sur la Ligne de la Confédération (LRT), qui verrait le conseil municipal tenir des réunions bimensuelles pour aborder les problèmes récents tels que les déraillements. La motion a été rejetée. Darouze était parmi les sept membres du conseil qui ont rejeté la motion[36].

## Histoire électorale
Après huit mois de campagne ainsi que de cognage à plus de 9 000 portes, Darouze a été élu pour la première fois conseiller lors des élections municipales qui se sont déroulé en 2014 pour le quartier municipale d'Osgoode . Il a gagné avec 1 783 voix et 21,06 % dans une course serrée.
Darouze a été réélu aux élections municipales se déroulant en 2018 comme conseiller municipale du quartier d'Osgoode. Selon l'organisme a non profit ; Horizon Ottawa, le conseillé Darouze a reçu 20 100 $ en contributions vers sa  campagne de la part de personnes liées au secteur du développement immobilier, totalisant près de 78 % des contributions. Près de la moitié des conseillers élus ont également reçu la majorité de leurs contributions de campagne de personnes liées au secteur du développement immobilier.
| Élections municipales d'Ottawa 2014 : Quartier Osgoode | Élections municipales d'Ottawa 2014 : Quartier Osgoode | Élections municipales d'Ottawa 2014 : Quartier Osgoode | Élections municipales d'Ottawa 2014 : Quartier Osgoode |
| Candidat                                               | Candidat                                               | Voter                                                  | %                                                      |
| ------------------------------------------------------ | ------------------------------------------------------ | ------------------------------------------------------ | ------------------------------------------------------ |
|                                                        | Georges Darouze                                        | 1 783                                                  | 21.06                                                  |
|                                                        | Georges Wright                                         | 1 309                                                  | 15.46                                                  |
|                                                        | Jean Johnston-McKitterick                              | 1 158                                                  | 13.68                                                  |
|                                                        | Liam Maguire                                           | 1 146                                                  | 13.54                                                  |
|                                                        | Tom Dawson                                             | 1 097                                                  | 12,96                                                  |
|                                                        | Jermacans de Davis                                     | 1 064                                                  | 12.57                                                  |
|                                                        | Marc Scharfe                                           | 327                                                    | 3.86                                                   |
|                                                        | Kim Sheldrick                                          | 293                                                    | 3.46                                                   |
|                                                        | Bob Masaro                                             | 215                                                    | 2.54                                                   |
|                                                        | Paul St-Jean                                           | 45                                                     | 0,53                                                   |
|                                                        | Allen Scantland                                        | 28                                                     | 0,33                                                   |

| Élections municipales d'Ottawa 2018 : Quartier Osgoode | Élections municipales d'Ottawa 2018 : Quartier Osgoode | Élections municipales d'Ottawa 2018 : Quartier Osgoode | Élections municipales d'Ottawa 2018 : Quartier Osgoode |
| Candidat                                               | Candidat                                               | Voter                                                  | %                                                      |
| ------------------------------------------------------ | ------------------------------------------------------ | ------------------------------------------------------ | ------------------------------------------------------ |
|                                                        | Georges Darouze (X)                                    | 4 653                                                  | 54,86                                                  |
|                                                        | Jay Tysick                                             | 2 694                                                  | 31,76                                                  |
|                                                        | Marc Scharfe                                           | 603                                                    | 7.11                                                   |
|                                                        | Kim Sheldrick                                          | 504                                                    | 5.94                                                   |
|                                                        | Auguste Banfalvi                                       | 28                                                     | 0,33                                                   |

| Élections municipales d'Ottawa 2022 : quartier Osgoode | Élections municipales d'Ottawa 2022 : quartier Osgoode | Élections municipales d'Ottawa 2022 : quartier Osgoode | Élections municipales d'Ottawa 2022 : quartier Osgoode |
| Candidat                                               | Candidat                                               | Voter                                                  | %                                                      |
| ------------------------------------------------------ | ------------------------------------------------------ | ------------------------------------------------------ | ------------------------------------------------------ |
|                                                        | Georges Darouze (X)                                    | 4 353                                                  | 40,81                                                  |
|                                                        | Doug Thompson                                          | 4 115                                                  | 38,58                                                  |
|                                                        | Dan O'Brien                                            | 1541                                                   | 14h45                                                  |
|                                                        | Bob Masaro                                             | 432                                                    | 4.05                                                   |
|                                                        | Bruce Anthony Faulkner                                 | 226                                                    | 2.12                                                   |